# Divisió de Bareilly
La divisió de Bareilly és una entitat administrativa d'Uttar Pradesh, a l'Índia. La capital és Bareilly. Està formada (2005) pels següents districtes:
- Districte de Bareilly
- Districte de Budaun
- Districte de Shahjahanpur
- Districte de Pilibhit

Ja fou una antiga entitat administrativa de les Províncies Unides d'Agra i Oudh a l'Índia Britànica. La capital era tanmateix Bareilly però la divisió era anomenada aleshores com "divisió de Rohilkhand".
Població:
- 1872, 5.052.325
- 1881, 5.122.557
- 1891, 5.344.054
- 1901, 5.479.688

Superfície 27.765 km².
La formaven llavors sis districtes: 
- Districte de Bareilly
- Districte de Bijnor
- Districte de Budaun
- Districte de Moradabad
- Districte de Shahjahanpur
- Districte de Pilibhit

Hi havia en total 65 viles i 11.403 pobles. Les ciutats principals eren Bareilly, Shahjahanpur, Moradabad, Amroha, Sambhal, Budaun, Pilibhit, Chandausi i Nagina.